# 何塞·安東尼奧·奧坎波
何塞·安東尼奧·奧坎波（西班牙語：José Antonio Ocampo，1952年12月20日—），出生在哥倫比亞的卡利，是一名經濟學家。自2007年7月以來，奧坎波任教於美國哥倫比亞大學國際公共事務學院。公職方面，他曾擔任哥倫比亞政府的財政和公共信貸部長和農業部部長，亦曾於聯合國的拉丁美洲和加勒比經濟委員會擔任職務。2012年3月，他被提名擔任世界銀行行長，以接替6月離任的罗伯特·佐利克。